# Ardah

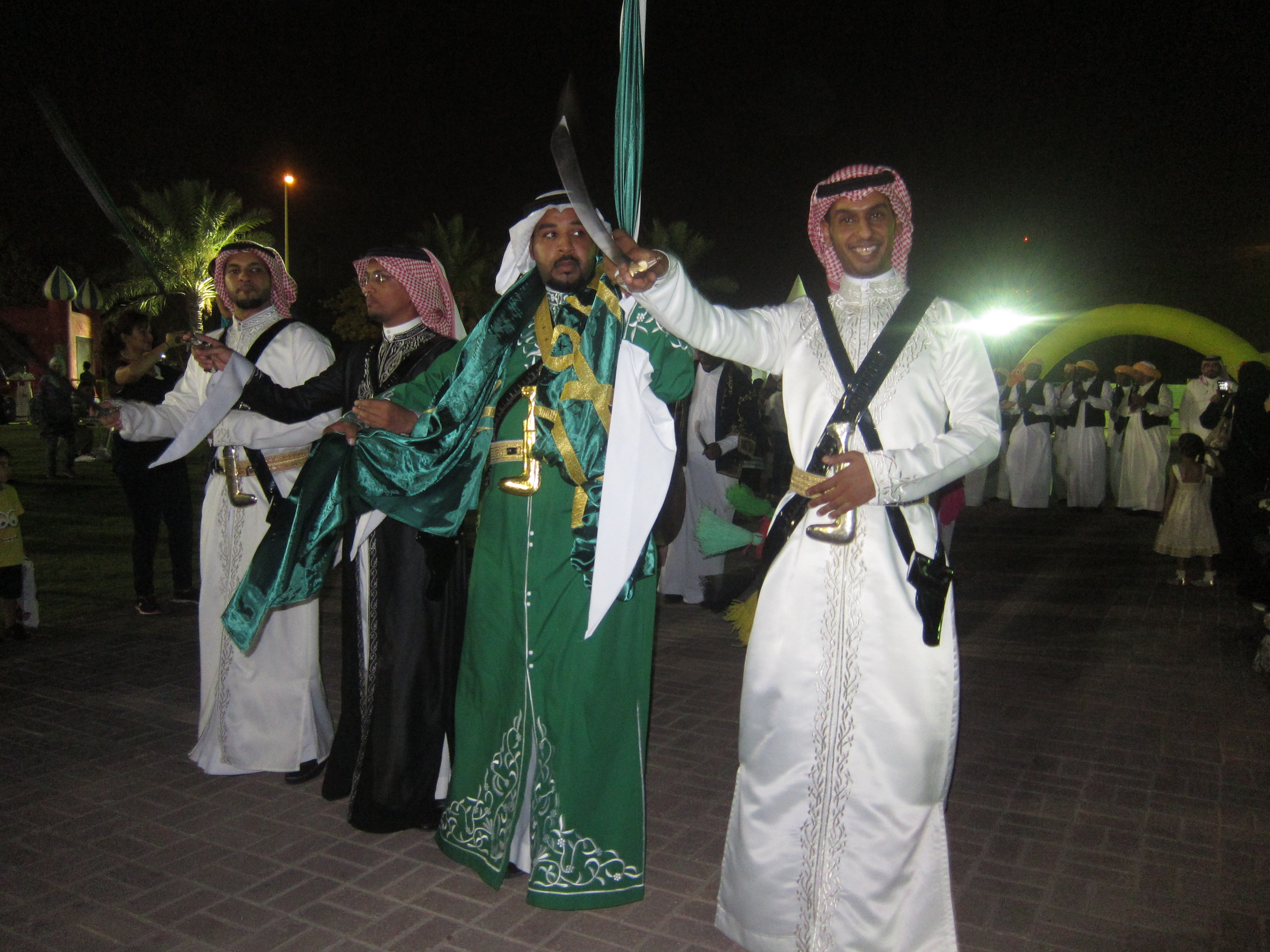
Aspectos da dança

Ardah (em árabe: العرضة/al-'arḍah) é um tipo de dança folclórica da península Arábica. A dança é executada com duas fileiras de homens opostos um ao outro, cada um dos quais pode ou não estar empunhando uma espada, e é acompanhada por tambores e poesia cantadas.
Originalmente, o "ardah" foi realizado somente por homens de tribos da região central da península, conhecida como Négede, antes de irem para a guerra. Sua realização hoje em dia dar-se-á em festas, casamentos e eventos nacionais e culturais por homens de todas as tribos. Atualmente, existem várias versões de ardah em toda a Península Arábica. Juntamente com o mizmar e Yowla, o ardah tem se tornado a principal dança oriunda do Oriente Médio a ser apresentada em cerimônias e eventos em geral que tratam da sociedade árabe. Ao realizar a dança, há uma repetição de certos versos e canções, seguidas pelo levantamento de espadas pelos artistas, que inclinam a mão direita ou esquerda (só uma das mãos pode ser inclinada), com vários passos à frente sendo efetuados.
Em dezembro de 2015, o ardah foi adicionado à lista de patrimônios culturais imateriais da humanidade pela UNESCO.

## Variações
O termo "ardah 'é pensado como uma derivação do verbo árabe ard, que significa "mostrar" ou "parar". Foi assim chamado porque o seu objetivo era mostrar publicamente a força de combate de uma tribo e impulsionar a moral antes de um compromisso armado. Embora haja variações regionais da interpretação particular do ardah, a finalidade a que este serve é quase idêntica em toda a península arábica.
O Najdi ardah é a variante mais comum do ardah na Arábia Saudita. É também a dança folclórica masculina mais praticada e altamente televisionada em todo o país. O governo saudita mudou seu nome para ardah saudita no século XXI. No entanto, existem inúmeras variações de ardah distintas, e até mesmo o Najdi ardah é bem diversificado em todo o país. As regiões com maior frequência nas realizações do ardah são as regiões de Najrã, Assir e Jizã, todas no extremo sul da Arábia Saudita.